# Conus textile
Conus textile (nomeada, em inglês, Textile Cone ou Cloth of Gold; na tradução para o português, "Conus têxtil" ou "tecido de ouro") é uma espécie de molusco gastrópode marinho predador do gênero Conus, pertencente à família Conidae. Foi classificada por Carolus Linnaeus em 1758, descrita em sua obra Systema Naturae; sendo uma espécie muito bela, variável e popular. É nativa do Indo-Pacífico e considerada uma das seis espécies de moluscos Conidae potencialmente perigosas ao homem, por apresentar uma glândula de veneno conectada a um mecanismo de disparo de sua rádula, em formato de arpão, dotada de neurotoxinas que podem levar ao óbito.

## Descrição da concha
Conus textile possui uma concha cônica, com uma espiral em ângulo suavemente côncavo, ou reto, e última volta com relevo exterior curvo, convexo, mais ou menos acentuado, dando-lhe um aspecto geral arredondado; com no máximo 15 centímetros de comprimento e dotada de coloração geral amarelo-alaranjada ou castanha, com marcações mais ou menos triangulares e grandes, por toda a sua superfície, em branco (espécimes em branco-azulado foram determinados como outra espécie, denominada Conus archiepiscopus Hwass in Bruguière, 1792), dotadas de delineamentos em tons quase negros, num zigue-zague mais ou menos suave. Abertura levemente arredondada, com lábio externo fino e interior branco.

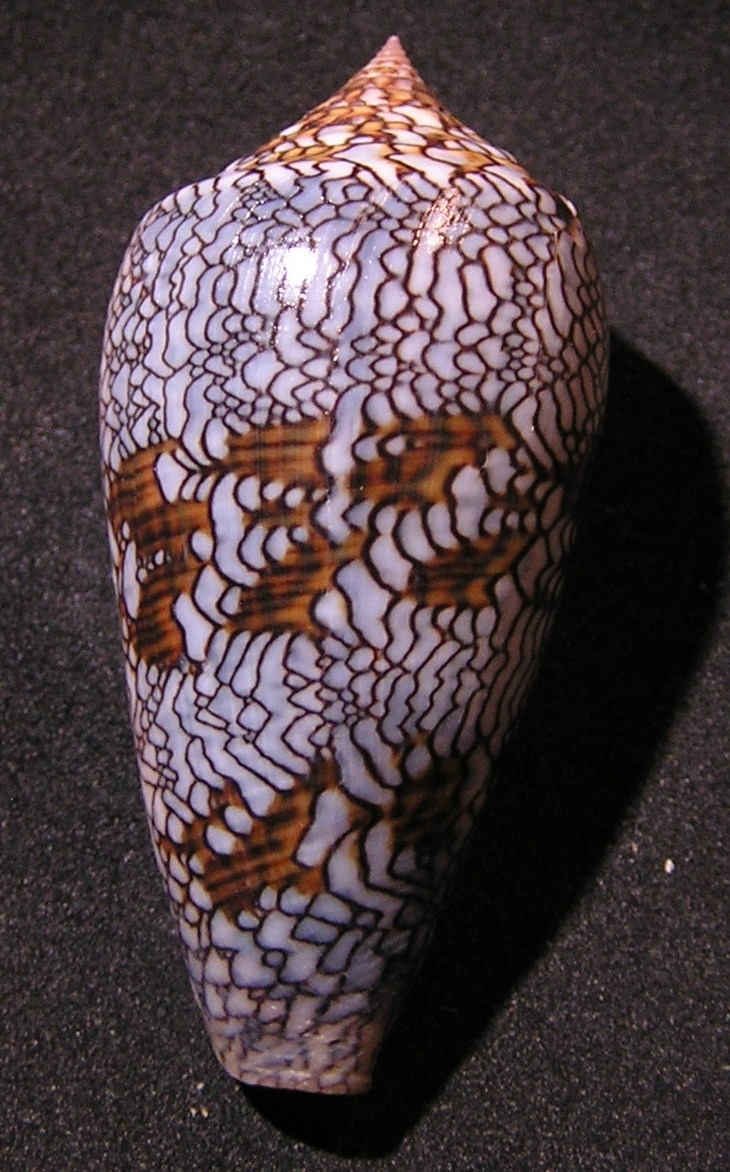
Fotografia de uma concha de C. archiepiscopus; espécie de coloração mais azulada que C. textile, e antes denominada C. textile archiepiscopus.

## Habitat e distribuição geográfica
Esta espécie é encontrada espalhada no Indo-Pacífico, do Havaí e Polinésia Francesa até a Austrália e Japão, em direção à África Oriental e Mar Vermelho, no oceano Índico, a pouca profundidade e em fundos arenosos e coralinos da zona nerítica. É uma espécie carnívora, que se alimenta de outros moluscos gastrópodes e peixes, imobilizando sua presa com sua rádula como um arpão; se abrigando durante o dia e saindo para caçar à noite. Em humanos, a morte pode ocorrer por parada respiratória.